# Алози, Глори
Глори Алози Олучи (англ. Glory Alozie Oluchi; род. 30 декабря 1977, Абиа) — нигерийская и испанская легкоатлетка, специализирующаяся на беге с барьерами и беге на короткие дистанции, двукратный чемпион Африки, чемпион Европы, призёр Олимпийских игр и чемпионатов мира.

## Карьера
Глори Алози родилась 30 декабря 1977 года в Аматоре (ныне нигерийский штат Абия), в юном возрасте переехала в Испанию и тренировалась в легкоатлетическом клубе в Валенсии. На международных спортивных соревнованиях она стала выступать в 1995 году, в том году завоевала серебряную медаль в беге на 100 м с барьерами на чемпионате Африки среди юниоров, через год повторила достижение уже на чемпионате мира среди юниоров.
В 1996 и 1998 годах Алози побеждала на чемпионатах Африки по лёгкой атлетике. В 1999 году она стала серебряным призёром чемпионатов мира в помещении и на открытом воздухе. 8 августа 1998 года Алози установила рекорд Африки в беге на 100 м с барьерами (12,44 с), который по состоянию на конец 2015 года не побит. 5 июня 1999 года она установила рекорд Африки в беге на 100 м (10,90 с), который только в 2013 году побила Блессинг Окагбаре. В 2000 году Алози приняла участие в Олимпийских играх в Сиднее и завоевала серебряную медаль на дистанции 100 м с барьерами.
6 июля 2001 года Алози официально получила испанское гражданство. В марте 2002 года она уже как представительница Испании выиграла золотую медаль в беге на 60 метров с барьерами на чемпионате Европы в помещении, однако позже она была лишена медали, поскольку к тому времени не получила разрешения от нигерийской легкоатлетической ассоциации выступать за другую страну. В том же году Алози выиграла золотую медаль на чемпионате Европы в Мюнхене, также она завоевала серебряные медали чемпионатов мира в помещениях 2003 и 2006 годов. В 2004 году Алози участвовала в Олимпийских играх в Афинах, но выбыла из борьбы на стадии квалификационных забегов. 27 июня 2004 года Алози установила национальный рекорд Испании в беге на 100 м с барьерами (12,57 с), который в 2008 году побила другая натурализованная нигерийская спортсменка Жозефин Ония.
В 2009 году после частых травм и снижения спортивных показателей Алози приняла решение о завершении карьеры. В последний раз она участвовала в соревнованиях 4 августа 2009 года на Кубке клубов. Алози осталась в лёгкой атлетике, пройдя курсы, стала тренером.

## Личная жизнь
Алози была обручена с нигерийским легкоатлетом Хигинусом Ануго, который специализировался в беге на 400 метров. Они выросли в одной деревне, вместе переехали в Валенсию, чтобы тренироваться там на стипендию МОК. Ануго погиб за несколько дней до начала Олимпийских игр 2000 года, когда во время пробежки в пригороде Сиднея его насмерть сбила машина. Алози подумывала о том, чтобы сняться с соревнований, но всё-таки решила участвовать и посвятила завоёванную медаль Ануго.
В 2004 году Алози вышла замуж за нигерийца Файнбоя Макулая.